# Serenissima Gran Loggia d'Italia

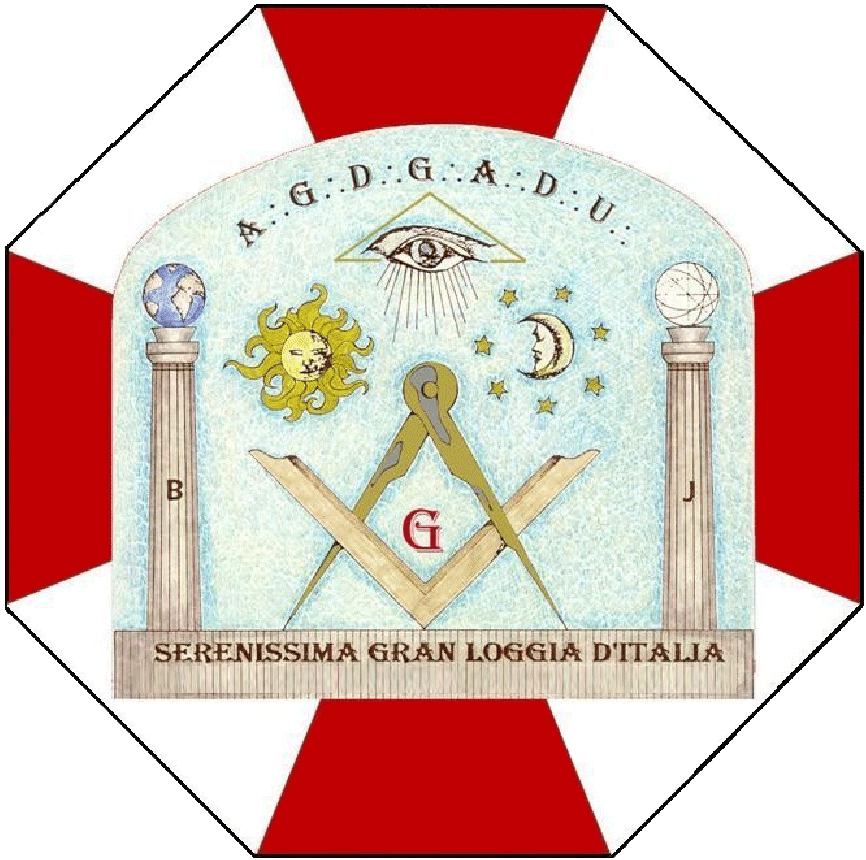
Logo della Serenissima Gran Loggia

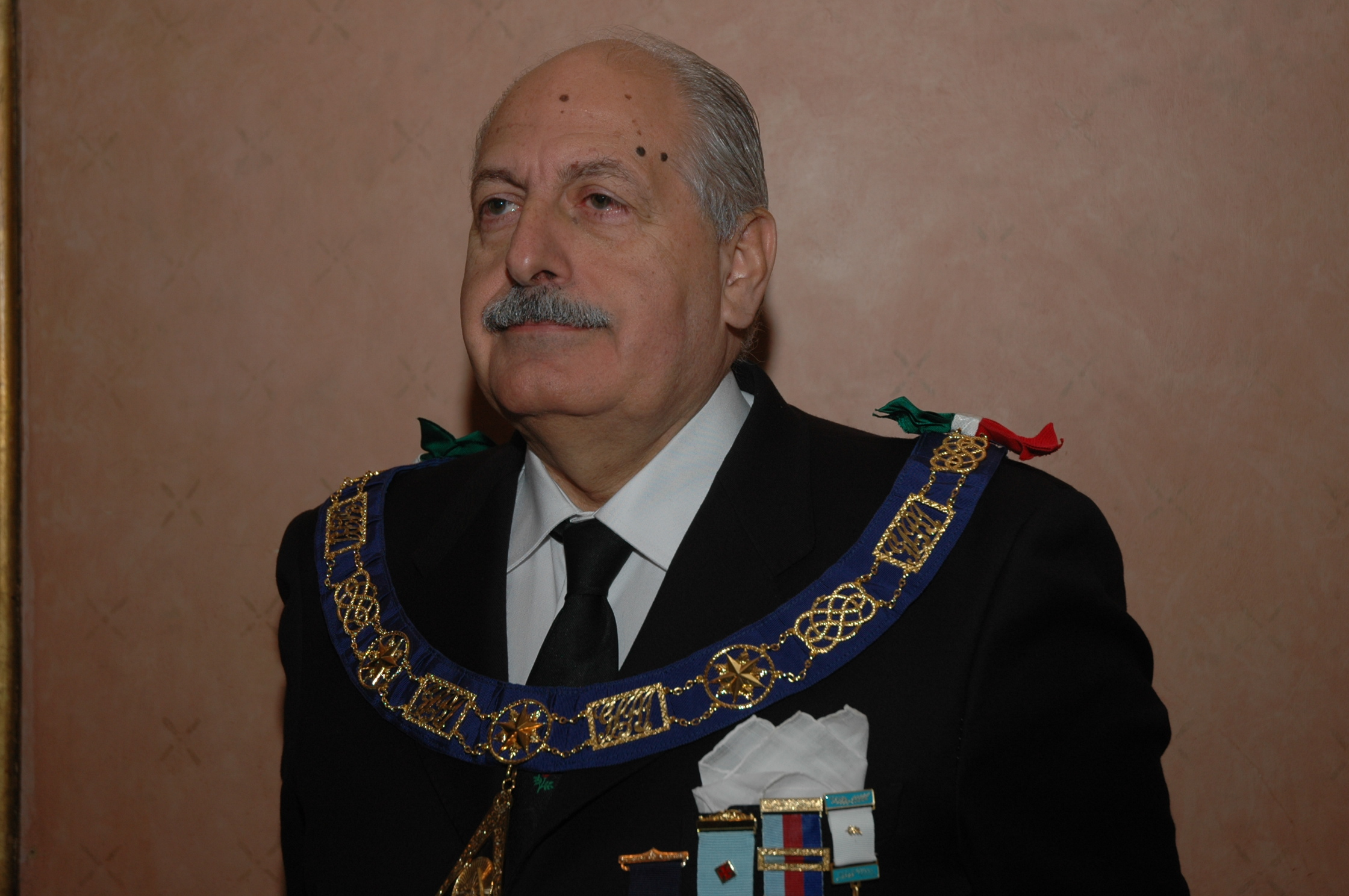
Massimo Criscuoli Tortora, ex Gran Maestro

La Serenissima Gran Loggia d'Italia – Ordine Generale degli A∴L∴A∴M∴ è un'associazione massonica costituita il 25 gennaio 1951 a Roma, a seguito di una scissione.
La sua costituzione ed origine è nel solco della pura, regolare e legittima tradizione scozzese, mantenendo nel tempo la costante linearità e rispondenza ai Principi Internazionali di Regolarità Massonica, nonostante le problematiche che la Massoneria italiana ha avuto nella seconda metà del secolo scorso. Riconosce come regolari e legittimi, pur non praticandoli: il Rito Emulation, il Rito scozzese rettificato, il Rito Francese, il Rito di York, il Rito di Misraim e Memphis. 
La Serenissima Gran Loggia d'Italia ha affiliate logge massoniche in varie regioni Italiane tra cui Lombardia, Sardegna, Lazio, Campania, Calabria, Sicilia e all'estero in Romania. 
È membro effettivo della Confederazione delle Grandi Logge Unite d'Europa – G.L.U.D.E. dal 2008 e dal 2013 è membro fondatore dell'International Confederation of United Grand Lodges, entrambe con sede a Parigi presso la Gran Loggia di Francia, e della Confederazione delle Grandi Logge Unite d'Italia. 
Ha rapporti ufficiali nazionali ed internazionali con Potenze Massoniche delle seguenti nazioni: Argentina, Austria, Bulgaria, Canarie, Egitto, Filippine, Francia, Grecia, Lettonia, Libano, Marocco, Moldavia, Paraguay, Portogallo, Repubblica Ceca, Romania, Russia, Serbia, Slovenia, Spagna, Ungheria, Venezuela. 
Il 29 aprile 2022 è stata istituita la Grande Delegazione Magistrale dell'America Latina, sotto la guida del M.·. R.·. H.·. Jorge Alejandro Vallejos. Questa grande delegazione, che riunisce tutte le giurisdizioni massoniche italiane in America Latina, ha creato una nuova struttura per rafforzare l'unità e la collaborazione tra i suoi membri. 
Come parte di questa nuova struttura, è stata costituita la Delegazione Magistrale dell'Argentina, guidata dal M.·. R.·. H.·. Sergio Héctor Nunes. Questa Delegazione ha il compito di rappresentare la Serenissima Gran Loggia d'Italia in Argentina e di promuovere i principi e i valori della Massoneria Regolare e Tradizionale.
Il XV Gran Maestro è Francesco Febbraio, eletto il 28 maggio 2023, succedendo a Massimo Criscuoli Tortora.